# Tetranchyroderma thysanogaster
Tetranchyroderma thysanogaster is een buikharige uit de familie Thaumastodermatidae. Het dier komt uit het geslacht Tetranchyroderma. Tetranchyroderma thysanogaster werd in 1965 voor het eerst wetenschappelijk beschreven door Boaden. 